# Asa adaptável
Uma asa adaptável é uma asa flexível cuja forma pode mudar durante o voo.
Uma asa adaptável desenvolvida pela FlexSys Inc. possui um bordo de fuga de arqueamento variável que pode se projetar a mais de ±10°, de modo a agir como uma asa com flaps, mas sem os segmentos e reentrâncias típicas de um sistema de flaps. A asa em si pode virar a mais de 1º por intervalo de pé. O formato da asa pode ser modificado a uma razão de 30º por segundo, o ideal para aliviar o impacto da carga de vento. O desenvolvimento de uma asa adaptável vem sendo financiado pelo Air Force Research Laboratory dos Estados Unidos. Inicialmente, a asa foi testada em um túnel de vento, e então ema seção de 50 polegadas da asa foi testada em voo a bordo da aeronave de pesquisas Scaled Composites White Knight em um programa de 7 voos executados num total de 20 horas operado pelo Mojave Spaceport. Métodos de controle foram propostos.